# Svogoschia
Svogoschia o Svogoscia (in croato: Živogošće, in passato durante il periodo veneziano e poi austroungarico anche Xivogoschie) è una località turistica situata sulla costa dalmata, in Croazia, nel comune di Podgora, posizionata tra le città di Macarsca e Drivenico ed affacciata al litorale orientale del mare Adriatico. L'insediamento è formato da tre parti costiere (Porat, Duba e Blato) e da due parti più a monte (Strnj e Murava).